# Mafalda Ivo Cruz
Mafalda Ivo Cruz (1956 - ), é uma escritora portuguesa.
Esta autora tem um estilo de escrita, que prima pela (des)construção narrativa, o que a torna alvo de críticas contraditórias e, por outro, as coloca bastante abaixo no ranking de preferências do público.

## Obras
- Um requiem português (1995);
- A casa do diabo: romance (2000);
- O rapaz de Boticelli (2002);
- Vermelho (2003);
- Emma (2004), com desenho de Joana Villaverde;
- Oz: romance (2006);
- O cozinheiro alemão (2008)